# Ernst Boepple

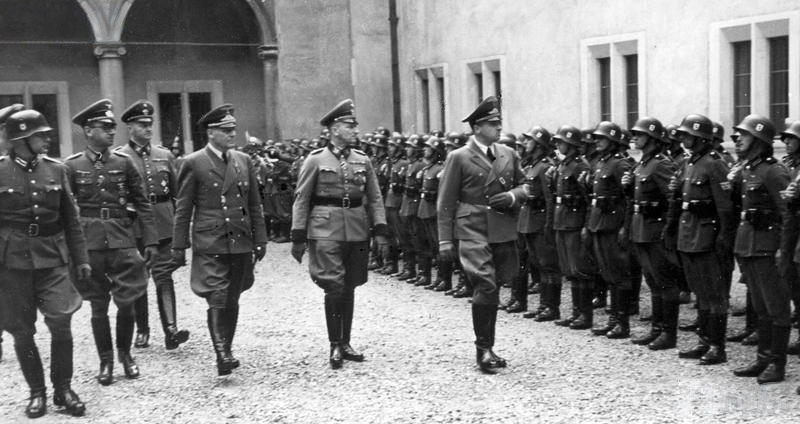
Od prawej Hans Frank, Herbert Becker oraz Ernst Boepple podczas przeglądu Sonderdienstu

Ernst Boepple (ur. 30 listopada 1887 w Betzingen, zm. 15 grudnia 1950 w Krakowie) – niemiecki nazista, oficer sztabowy w stopniu SS-Oberführera, urzędnik państwowy i sekretarz stanu w Rządzie Generalnego Gubernatorstwa, zbrodniarz wojenny.

## Życiorys
Boepple ukończył gimnazjum w Reutlingen w 1905 roku, po czym do 1910 roku uczęszczał na studia językowe i historyczne na uniwersytecie w Tübingen, Paryżu, Oksfordzie i Londynie. Po studiach uzyskał w 1916 roku doktorat z filozofii. W międzyczasie służył w armii niemieckiej jako oficer piechoty w trwającej wówczas I wojnie światowej.
Od 1918 roku Boepple należał do Ligi Pangermańskiej. W 1919 roku znalazł się wśród 15 założycieli Niemieckiej Partii Robotniczej (DAP), późniejszej NSDAP. Boepple należał do NSDAP od roku 1925, jego legitymacja partyjna miała numer 3600. Boepple poparł pucz monachijski Hitlera. W efekcie organizacje powiązane z Hitlerem zostały zdelegalizowane, objęło to także partyjną gazetę Völkischer Beobachter. 4 stycznia 1925 roku Bepple zdołał uzyskać u bawarskiego ministra-prezydenta Heinricha Helda zgodę na wznowienie wydawania gazety.
Po przejęciu władzy przez nazistów wstąpił w 1934 roku do SS i uzyskał stopień SS-Oberführera. Został także urzędnikiem państwowym, sekretarzem stanu Bawarskiego Ministerstwa Oświaty i Kultury. Jako przedstawiciel ministra sprawiedliwości Rzeszy, Hansa Franka, był członkiem rady Niemieckiego Archiwum Języka. Po klęsce Polski w kampanii wrześniowej wyjechał do Generalnego Gubernatorstwa.
Od września 1941 roku był drugim sekretarzem stanu GG, zastępca Josefa Buhlera. Boepple należał do czołowych niemieckich urzędników na okupowanych ziemiach polskich, był jednym z odpowiedzialnych za realizację polityki Holocaustu. Od stycznia 1942 roku był także szefem Instituts für Deutsche Ostarbeit w Krakowie. W początkach 1945 roku ponownie znalazł się we władzach Bawarii.
Boepple został przekazany Polsce w październiku 1947 roku przez władze amerykańskiej strefy okupacyjnej. Skazany na śmierć przez krakowski sąd 14 grudnia 1949 roku i powieszony 15 grudnia 1950 roku.